# Karol Sobczak

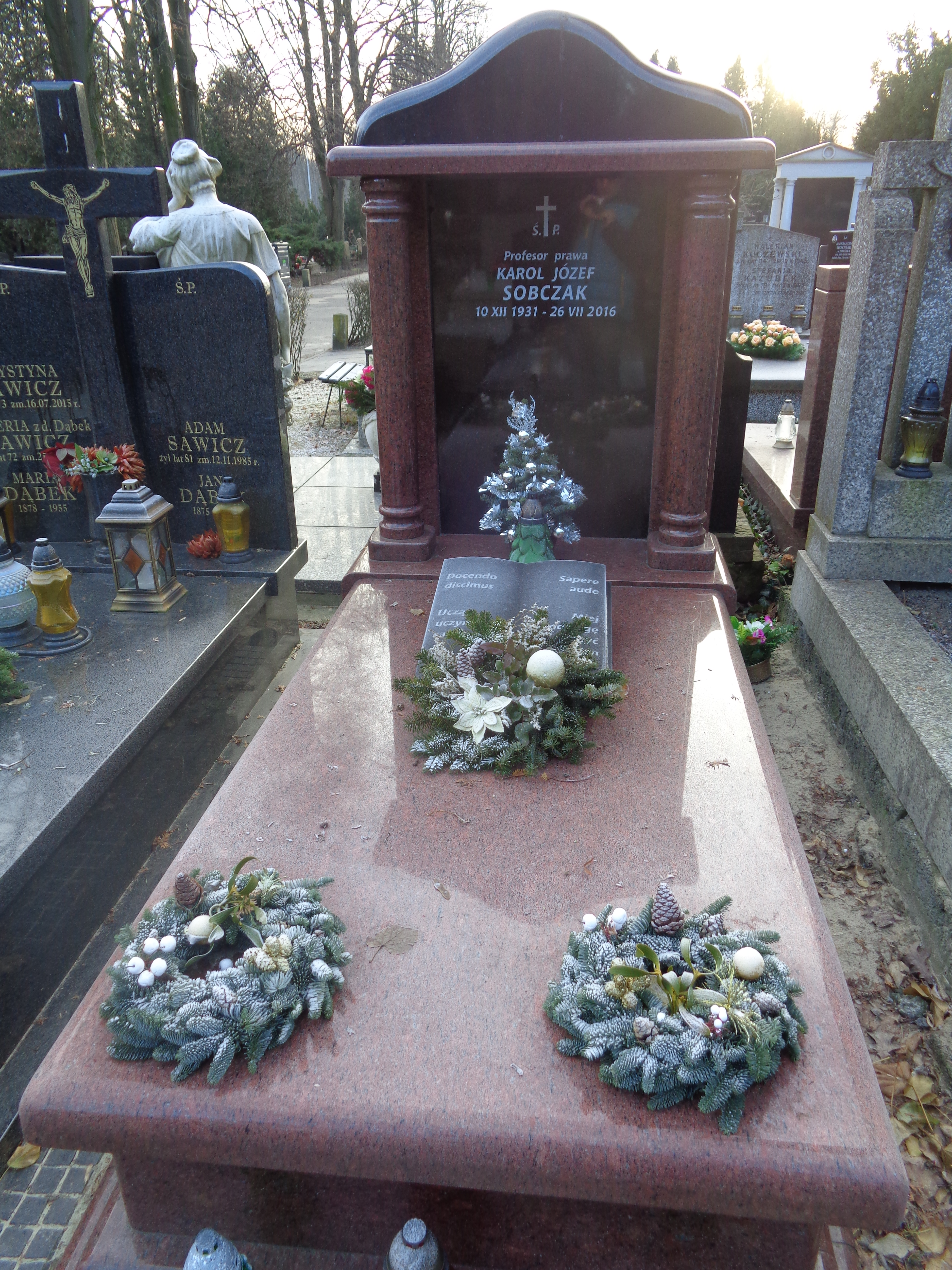
Grób Karola Sobczaka na cmentarzu wojskowym na Powązkach

Karol Józef Sobczak (ur. 10 grudnia 1931 w Dubnie, zm. 26 lipca 2016) – polski prawnik, profesor nauk prawnych, specjalista w zakresie prawa administracyjnego, w latach 1979–1981 i 1987–1990 dziekan Wydziału Zarządzania Uniwersytetu Warszawskiego, profesor zwyczajny Szkoły Głównej Handlowej w Warszawie.

## Życiorys
W 1954 ukończył studia prawnicze na Wydziale Prawa Uniwersytetu Warszawskiego. W latach 1955–1966 pracował na macierzystej uczelni. Tam w 1961 uzyskał stopień naukowy doktora, a w 1966 habilitował się.
W latach 1967–1977 pracował na Wydziale Prawa i Administracji Uniwersytetu Śląskiego. W 1968 został pierwszym kierownikiem Katedry Prawa Administracyjnego i Nauki Administracji na tym Wydziale. W 1975 uzyskał tytuł naukowy profesora nauk prawnych. Następnie powrócił do pracy na Uniwersytecie Warszawskim.
W latach 1977–1978 był prodziekanem, w latach 1979–1981 i 1987–1990 dziekanem Wydziału Zarządzania Uniwersytetu Warszawskiego. Na Wydziale tym pełnił funkcję kierownika Katedry Prawnych Problemów Administracji i Zarządzania oraz Zakładu Administracyjno-Prawnych Problemów Zarządzania.
W latach 1994–2005 był kierownikiem Katedry Prawa Administracyjnego i Finansowego Przedsiębiorstw w Kolegium Nauk o Przedsiębiorstwie Szkoły Głównej Handlowej w Warszawie.
Zasiadał w Radzie Naukowej czasopisma „Przegląd Ustawodawstwa Gospodarczego”. Członek PZPR od 1964 roku.
Był promotorem wielu prac doktorskich, m.in. Ireny Lipowicz.
Był odznaczony Krzyżem Kawalerskim Orderu Odrodzenia Polski, Medalem 30-lecia Polski Ludowej, Medalem Komisji Edukacji Narodowej.
Pochowany na cmentarzu Powązki Wojskowe w Warszawie (kwatera A32-5-2).

## Wybrane publikacje
- Prawo a informatyka (1978)
- Administracja publiczna (1993)
- Państwo – administracja – gospodarka (1995)
- Działalność gospodarcza – uregulowania prawne (2004)[3][9]